# Asociación Nacional de Manufacturas
La Asociación Nacional de Manufacturas (en inglés, National Association of Manufacturers, NAM) es un grupo de defensa con sede en Washington D. C., Estados Unidos, con 10 oficinas repartidas por todo el país. Es la mayor asociación industrial y mercantil de los Estados Unidos, ya que representa 14,000 pequeñas y grandes empresas de fabricación de todos los sectores industriales y en los 50 estados. Jay Timmons ha liderado la organización como Presidente y CEO desde 2011.
Un artículo de Business insider del 2018 describió al NAM como un "gigante en la capital de Estados unidos, que recibe acceso sin restricciones a la Casa Blanca y a los principales legisladores del Capitolio. en 2018, El presidente de House Ways and Means, Kevin Brady, comento que la aprobación de la Ley de Empleos y Reducción de impuestos no habría ocurrido sin el liderazgo de la Asociación Nacional de Fabricantes.

## Cuestiones de política.
El trabajo en materia de políticas del NAM se centra en las esferas del trabajo, el empleo, la atención de la salud, la energía, las finanzas corporativas, los impuestos, el comercio bilateral, el comercio multilateral, los controles de exportación, la tecnología, la política reguladora y de infraestructura.  La organización enfatiza cuatro pilares que hacen grande a Estados Unidos: libre empresa, competitividad, libertad individual e igualdad de oportunidades
La NAM publica una Encuesta de Perspectivas de la Manufactura cada trimestre. A partir del segundo trimestre de 2018, según el NAM, el 95,1% de los fabricantes registraron una perspectiva positiva para su empresa, "el nivel más alto registrado en los 20 años de historia de la encuesta". La misma encuesta encontró que los fabricantes calificaron " la incapacidad de atraer y retener una fuerza laboral de calidad ”como su principal preocupación. El presidente Donald Trump mencionó la encuesta del NAM en un evento en la Casa Blanca en abril de 2018.
El Instituto de Manufactura de NAM es un 501 (c) 3 dedicado a desarrollar una fuerza laboral de manufactura moderna para ayudar a los fabricantes a obtener trabajadores capacitados, calificados y productivos para seguir siendo competitivos. El Instituto patrocina el Día de la Manufactura el primer viernes de octubre, un evento a nivel nacional para que los fabricantes reciban a estudiantes, padres y líderes de políticas y "aborden las percepciones erróneas comunes sobre la manufactura".
En 2017, el NAM lanzó el Proyecto de Responsabilidad de los Fabricantes (MAP), una campaña realizada a través del Centro de Acción Legal de Fabricantes (MCLA) para combatir las demandas frívolas y políticamente motivadas contra los fabricantes de energía. A agosto de 2018, tres de esas demandas habían sido desestimadas de los tribunales [8].
Según NAM, la industria manufacturera emplea a casi 12 millones de trabajadores, aporta más de $ 2.25 billones a la economía de los EE. UU. Anualmente, es el motor más grande del crecimiento económico en la nación y representa la mayor parte de la investigación y el desarrollo del sector privado. [1]